# Paulina García
Paulina García Alfonso, més coneguda com Paly García (Santiago, 27 de novembre de 1960), és una actriu, directora i dramaturga xilena.
Va debutar en televisió en la telenovel·la Los títeres (1984), en la qual interpretava a la vilana de la història, Adriana Godán, en la seva etapa adolescent, però es va destacar ràpidament per dirigir grans obres de teatre i per les diferents caracteritzacions amb les que va impregnar els seus personatges, com a Tres noches de un sábado (2002), Cachimba (2004), Casa de remolienda (2007) Cárcel de mujeres (2008) i Gloria (2013).
García ha rebut quatre nominacions al Altazor, guanyant en una ocasió, i tres als APES, triomfant dues vegades. Al febrer de 2013 va guanyar l'Os de Plata a la millor interpretació femenina al Festival Internacional de Cinema de Berlín per la seva interpretació en la pel·lícula Gloria, de Sebastián Lelio.

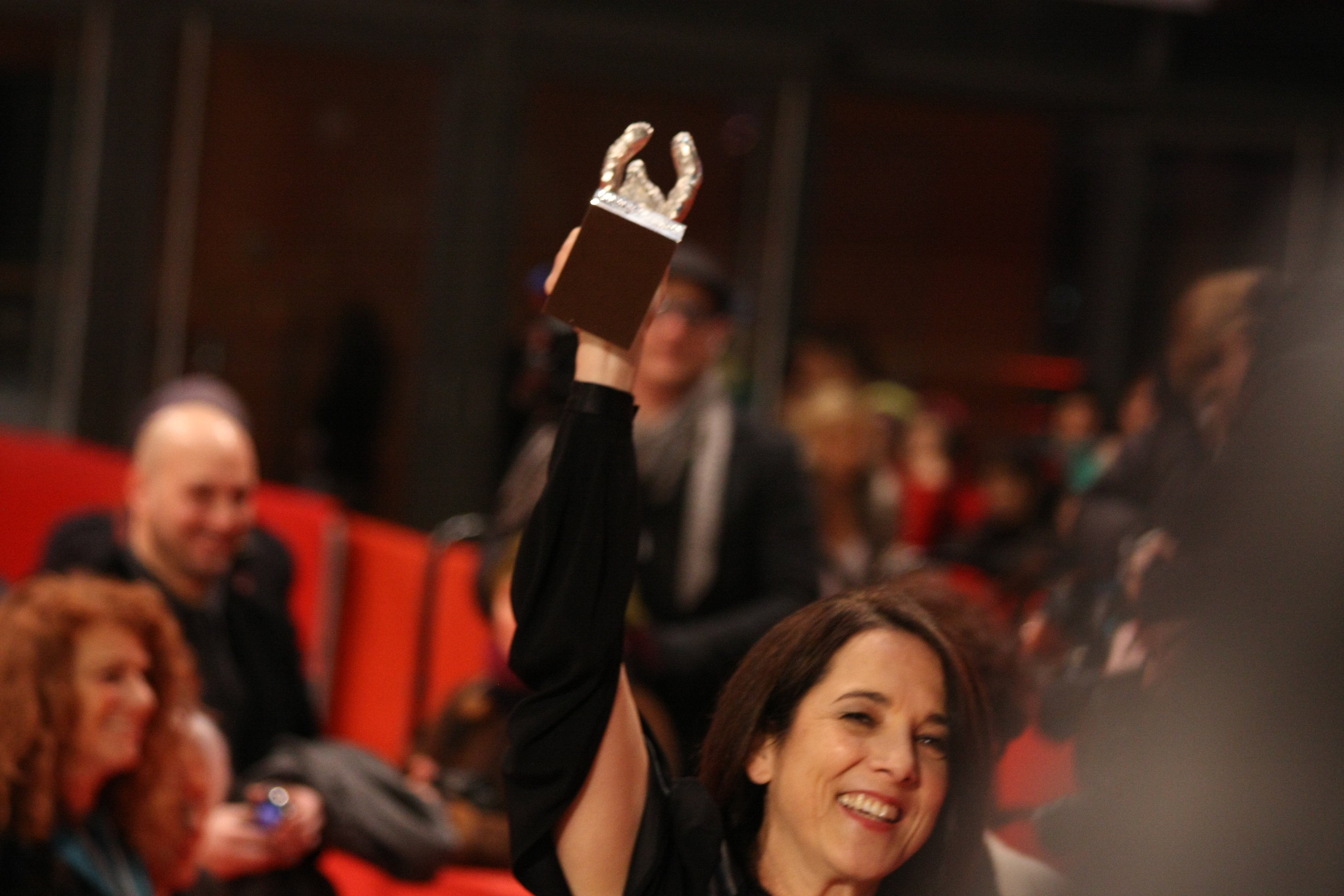
Paulina García, Os de Plata millor actriu per Gloria a la Berlinale 2013.

## Biografia
Va estudiar actuació a l'Escola de Teatre de la Pontifícia Universitat Catòlica de Xile, on va diplomar de batxiller en actuació teatral i on més tard es va diplomar de directora i dramaturga teatral.
Va debutar en el Teatre de la Universitat Catòlica en 1983, en l'obra ¿Dónde estará la Jeanette?, de Luis Rivano, treball pel qual va rebre el premi APES en la categoria de millor actriu. Des de llavors, ha actuat en una trentena de muntatges destacats com a Cariño malo, d’Inés Margarita Stranger, El tío Vania, de Txekhov, Las troyanas, d'Eurípides, El lugar común, Las analfabetas i BBB-Up. A l'any següent del seu debut teatral, va aparèixer en televisió interpretant al personatge d'Adriana Godán a Los títeres, paper compartit amb l’actriu Gloria Münchmeyer.

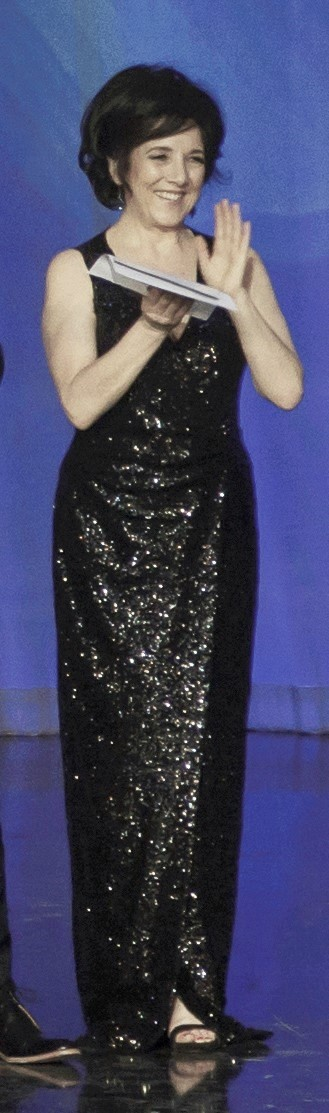
Paulina García als Premis Platino, Punta del Este, Uruguai, 24 de juliol de 2016.

La primera obra que va dirigir va ser El continente negro, de Marco Antonio de la Parra amb la qual va ser nominada en 1996 a un premi APES en la categoria de millor directora. Gràcies a Fondart, ha finançat el muntatge d'obres com Lucrecia y Judith del mateix autor, i Recordando con ira de John Osborne. A més, ha dirigit en les mostres nacionals de dramatúrgia en tres ocasions a autors com Alberto Fuguet i Celeste Gómez.
Ha estat professora d'actuació a l'escola de teatre de la Universitat Catòlica de Xile, en la Vespertina de Fernando González, i en les universitats d'Arts, Ciències i Comunicació (Uniacc), del Desenvolupament i Finis terrae.
Entre 1997 i 2001, va fundar i va formar part de l'Asociación de Directores de Teatro (ADT).
En 2002, va rebre la beca Fundació Andes per a realitzar una recerca sobre violència conjugal,, Golpes extraños al amor, que va derivar als texts Peso negro, seleccionat al Festival de Unipersonales del Galpón 7, i Frágil, obra que es va muntar a Matucana 100 sota la seva direcció.
En cinema va debutar al film de Joaquín Eyzaguirre Tres noches de un sábado (2002), paper pel qual va guanyar una nominació als premis Altazor. També va actuar en Cachimbaa (2004), de Silvio Caiozzi, a Casa de remolienda (2007), d’Eyzaguirre, i a Gloria (2013), de Sebastián Lelio, per la qual va guanyar el premio Os de Plata en el Festival Internacional de Cinema de Berlín. En el Santiago Festival Internacional de Cinema de 2013, es van presentar altres dues pel·lícules, rodades amb anterioritat a Gloria, en les quals García va actuar: Las analfabetas, el primer llargmetratge de Moisès Sepúlveda, basat en la peça homònima de Pablo Paredes, i I am from Chile, debut del director Gonzalo Díaz.
El 5 d'abril de 2014, amb motiu del primer lliurament dels Premis Platino del Cinema Iberoamericà, Paulina es converteix en guanyadora de l'estatueta en la categoria de "Millor Interpretació Femenina" pel seu paper en la cinta xilena Gloria.
Paulina García està casada amb el sociòleg Gonzalo Salamanca i és mare de Sofia —actriu i fruit de la seva relació amb el fundador de la Troppa i actual Teatro Cinema, Juan Carlos Zagal—, María Gracia i Camilo.

## Filmografia

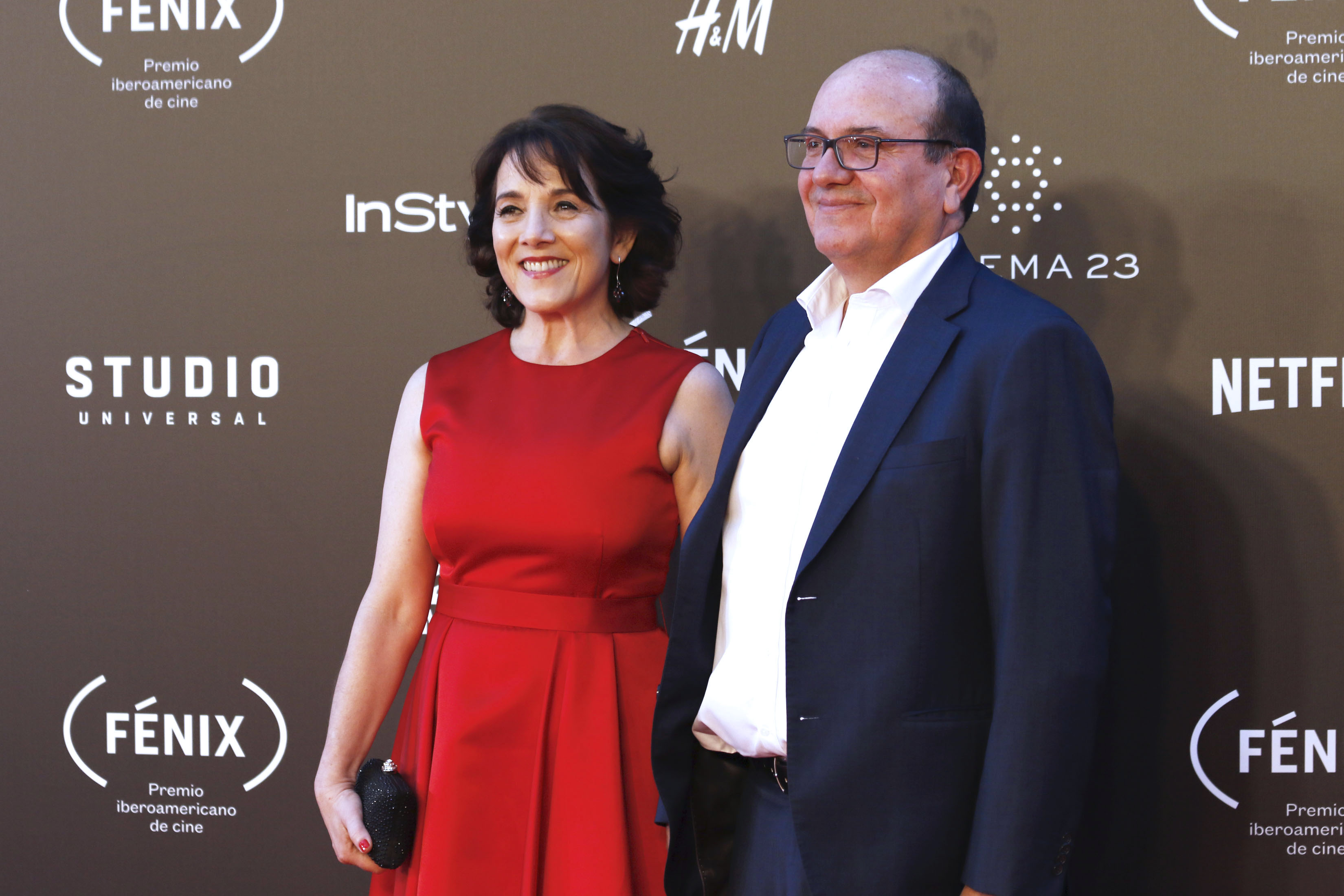
Paulina García al costat del seu espòs en la catifa vermella del Teatro de la Ciudad Esperanza Iris on va ser presentadora dels Premis Fénix 2017 i a més nominada com a Millor Actriu per La núvia del desert, Mèxic, 6 de desembre de 2017.

### Cinema
| Any  | Títol                                  | Personatge            | Director                      |
| ---- | -------------------------------------- | --------------------- | ----------------------------- |
| 2002 | Tres noches de un sábado               | Mathilde              | Joaquín Eyzaguirre            |
| 2004 | Cachimba                               | Antoinette Doublé     | Silvio Caiozzi                |
| 2004 | El último sacramento                   | María Soledad         | Camilo Becerra                |
| 2007 | Casa de remolienda                     | Rebeca                | Joaquín Eyzaguirre            |
| 2012 | Bahía azul                             |                       | Nicolás Acuña                 |
| 2012 | El muro                                | Exministra de Cultura | Paula Bravo                   |
| 2013 | Gloria                                 | Gloria Cumplido       | Sebastian Lelio               |
| 2013 | Las analfabetas                        | Ximena                | Moisés Sepúlveda              |
| 2013 | I am from Chile                        | María                 | Gonzalo Díaz                  |
| 2014 | La voz en off                          | Matilde               | Cristián Jiménez              |
| 2014 | Yo no soy Lorena                       | Eleonora              | Isidora Morras                |
| 2014 | Un concierto inolvidable: La nueva ola | Viviana               | Elías Llanos                  |
| 2015 | Los 33                                 | Isabel Pereira        | Patricia Riggen               |
| 2016 | Little Men                             | Leonor Calvelli       | Ira Sachs                     |
| 2016 | Aquí no ha pasado nada                 | Roxana                | Alejandro Fernández Almendras |
| 2017 | La novia del desierto                  | Teresa Godoy          | Cecilia Atán Valeria Pivato   |
| 2017 | La cordillera                          | Paula Sherson         | Santiago Mitre                |
| 2018 | Aves migratorias                       | Raquel                | Mateo Chicharro               |
| 2018 | Algunas bestias                        | Dolores               | Jorge Riquelme Serrano        |
| 2019 | La misma sangre                        | Adriana               | Miguel Cohan                  |
| 2019 | Medea                                  | Nodriza               | Alejandro Moreno              |
| 2019 | Black Beach                            | Elena                 | Esteban Crespo                |
| 2021 | Mis hermanos sueñan despiertos         | Ana                   | Claudia Huaiquimilla          |

### Televisió
| Any     | Títol                     | Personatge                                  | Notes                                                    |
| ------- | ------------------------- | ------------------------------------------- | -------------------------------------------------------- |
| 1982    | Alguien por quien vivir   |                                             |                                                          |
| 1984    | Los títeres               | Adriana Godán                               | Primera etapa                                            |
| 1986    | La villa                  | María José de la Riva Lizárraga             |                                                          |
| 1987    | La invitación             | Laura del Solar                             |                                                          |
| 1989    | A la sombra del ángel     | Edith Gerome / Paula                        |                                                          |
| 1989    | Los Venegas               | Jefa de Guillermo                           | Sèrie televisiva (Temporada 1)                           |
| 1990    | Corín Tellado             | Irene de Valle                              | Episodio: "¿A dónde van las gaviotas?"                   |
| 1990    | El milagro de vivir       | María Pía Valdés                            |                                                          |
| 1998    | Brigada Escorpión         | Marcia Bassi                                | Episodio: "El contador"                                  |
| 2003    | Justicia para todos       | Catalina                                    | Episodi: "Tráfico de órganos" (Temporada 2)              |
| 2004    | Mónica, vida mìa          | Noemì                                       | Curt dirigit per Arnaldo Valsecchi (La rubia de Kennedy) |
| 2006    | Huaiquimán y Tolosa       | Doña Berta                                  | Episodi: "¿La mafia rusa?" (Temporada 1)                 |
| 2007    | Héroes                    | María Encarnación de Fernández y Palazuelos | Episodi: "Portales, la fuerza de los hechos"             |
| 2007–08 | Cárcel de Mujeres         | Raquel "La Raco" Reina                      | Ganadora - Premio Altazor de las Artes Nacionales        |
| 2010    | Los simuladores           | Marcela                                     | Episodio: "El secreto de Marcela" (Temporada 2)          |
| 2011–14 | Los archivos del cardenal | Mónica Spencer                              |                                                          |
| 2015    | Narcos                    | Hermilda Gaviria de Escobar                 | Sèrie de Netflix (Temporada 1 i 2)                       |
| 2018    | Matar al padre            | Isabel                                      | Serie espanyola de Movistar+                             |
| 2019    | Berko                     |                                             | Sèrie de Fox                                             |
| 2021    | No nos quieren ver        | Karen Sotomayor                             |                                                          |
| 2022    | La jauría 2               |                                             | Serie de Prime Video                                     |

## Programes de televisió
- Dudo (Canal 13C, 2013) - Invitada

## Teatre

### Com a actriu
- ¿Dónde estará la Jeanette?, comèdia de Luis Rivano
- Cariño malo, de Inés Stranger; dir.: Claudia Echenique; 1990; 2012
- Malasangre, dir.: Mauricio Celedón, 1991
- El tío Vania, de Anton Txèkhov; dir.: Raúl Osorio, 1994
- El lugar común, dramaturgia de Alejandro Moreno Jashés.
- Inocencia, de Dea Loher; dir.: Luis Ureta; Muestra de Dramaturgia Europea, 2004
- En la sangre, de Susan Lori Parks; dir.: Carlos Osorio; interpreta a Hester, una captaire; Muestra de Dramaturgia Europea, 2004
- Déjala sangrar, de Benjamín Galemiri, dir.: Adel Hakim; interpreta a Virna Vigo; 2005
- El último fuego, de Dea Loer; dir.: Luis Ureta; abril de 2009
- Gertrudis, el grito, de Howard Barker, dir.: Marcos Guzmán; 9.º Festival de Dramaturgia Europea Contemporánea en Santiago, agosto de 2009
- Las analfabetas, de Pablo Paredes; interpreta a Ximena, 2010 (setembre de 2011: Teatro Mori Bellavista, dir.: Nicolás Zárate)
- Fábula del niño y los animales que se mueren, versió lliure de l’obra d’ Eurípides Les troianes por Pablo Paredes; dir.: Isidora Stevenson; García interpreta a la reina Hécuba; compañía La Nacional en Matucana 100, 6-15 de enero de 2012
- La anarquista, de David Mamet; (abril de 2014, Teatro UC, dir.: Claudia di Girólamo)

### Com a directora
- El continente negro, de Marco Antonio de la Parra; 1996
- Lucrecia y Judith, de Marco Antonio de la Parra
- Recordando con ira, de John Osborne
- Anhelo del corazón, de Caryl Churchill; Muestra de Dramaturgia Europea, 2004
- El neoproceso, obra de Benjamín Galemiri inspirada en Kafka, estrena: 15 de juliol de 2006
- Apoteosis final: BBB up, Santiago a Mil, gener de 2009
- La gran noche, de Marcelo Simonetti; estrena: 28 de maig de 2009, Centro Mori de Vitacura
- Orates, de Jaime Lorca; estrena: 4 de novembre de 2010
- La mantis religiosa, d'Alejandro Sieveking, teatro La Palomera, estrena: 9 de juny de 2011
- Cerca de Moscú, adaptació de Pablo Paredes de dues peces de Txekhov: Platónov i Ivanov; Festival Internacional Santiago a Mil 2013[5]

### Com a dramaturga
- Peso negro
- Frágil, 2002; estrenada amb direcció seva el 2003.

## Vídeos musicals
| Any  | Títol             | Artista       | Direcció               |
| ---- | ----------------- | ------------- | ---------------------- |
| 2019 | Quememos el reino | Camila Moreno | Camila Moreno i Gowosa |

## Premis i nominacions

### Premi APES
| Any  | Categoria                  | Obra                       | Resultat   |
| ---- | -------------------------- | -------------------------- | ---------- |
| 1983 | Millor actriu de teatre    | ¿Dónde estará la Jeanette? | Guanyadora |
| 1996 | Millor direcció de teatre  | El continente negro        | Nominada   |
| 2008 | Millor actriu de televisió | Cárcel de Mujeres          | Guanyadora |

### Premi Altazor
| Any  | Categoria                  | Obra                     | Resultat   |
| ---- | -------------------------- | ------------------------ | ---------- |
| 2003 | Millor actriu de cinema    | Tres noches de un sábado | Nominada   |
| 2005 | Millor actriu de teatre]   | En la sangre             | Nominada   |
| 2008 | Millor actriu de televisió | Cárcel de Mujeres        | Guanyadora |
| 2009 | Millor actriu de televisió | Cárcel de Mujeres 2      | Nominada   |

### Premis Caleuche
| Any  | Categoria                              | Obra                           | Resultat |
| ---- | -------------------------------------- | ------------------------------ | -------- |
| 2017 | Millor actriu de Repartiment en cinema | La voz en off                  | Nominada |
| 2021 | Millor actriu de Repartiment en cinema | Mis hermanos sueñan despiertos | Nominada |

### Premis Fénix
| Any  | Categoría                     | Obra                  | Resultado |
| ---- | ----------------------------- | --------------------- | --------- |
| 2014 | Millor Interpretació Femenina | Las analfabetas       | Nominada  |
| 2017 | Millor Interpretació Femenina | La Novia del Desierto | Nominada  |

### Premis Independent Spirit
| Any  | Categoria                    | Obra       | Resultat |
| ---- | ---------------------------- | ---------- | -------- |
| 2016 | Millor actriu de Repartiment | Little Men | Nominada |

### Festival Internacional de Cinema de Berlín
| Any  | Categoría                     | Obra   | Resultado  |
| ---- | ----------------------------- | ------ | ---------- |
| 2013 | Millor interpretació femenina | Gloria | Guanyadora |

### Premi Pedro Sienna
| Any  | Categoría                                 | Obra            | Resultado  |
| ---- | ----------------------------------------- | --------------- | ---------- |
| 2013 | Millor interpretació protagònica femenina | Gloria          | Guanyadora |
| 2014 | Millor interpretació protagònica femenina | Las analfabetas | Guanyadora |

### Premis Platino
| Any  | Categoria                     | pel·lícula      | Resultat   |
| ---- | ----------------------------- | --------------- | ---------- |
| 2014 | Millor Interpretació Femenina | Gloria          | Guanyadora |
| 2015 | Millor Interpretació Femenina | Las analfabetas | Nominada   |

### Premi Agustín Siré
| Any  | Categoria             |
| ---- | --------------------- |
| 2013 | Trajectòria artística |

## Festival de Gramado
| Any  | Premi                     | Treball         | Resultat  |
| ---- | ------------------------- | --------------- | --------- |
| 2014 | Kikito a la millor actriu | Las analfabetas | Guanyador |